# Császár István (egyházmegyei kormányzó)
Császár István (Szentgotthárd, 1968. május 24. –) szombathelyi egyházmegyés római katolikus pap, plébános, pápai káplán, címzetes apát, 2016. július 18-tól 2017. június 18-ig a Szombathelyi egyházmegye egyházmegyei kormányzója.  2023. augusztusától  győri Brenner János Papnevelő Intézet spirituálisa.

## Élete
Császár István Szentgotthárdon született 1968. május 24-én, 1995-ben szentelték pappá. Felszentelése után Körmendre kapott kápláni kinevezést, mely szolgálatát 2007-ig töltötte be.
2007 és 2010 között a Szombathelyi Egyházmegyei Kollégium prefektus és a szombathelyi Püspöki Általános Iskola hitoktatói tisztségét látta el. Emellett  2008 és 2015 között a Brenner János Nevelési Központ püspöki referense volt.
Első plébánosi kinevezését 2010-ben a Szombathely-Kámon, Krisztus király plébániára kapta, majd 2012. október 1-től látta el a Szombathelyi Főplébánia plébánosi feladatait.
Kápláni éveitől részt vesz Isten szolgája Brenner János boldoggá avatási eljárásában, mint az egyházmegyei testület jegyzője.
Veres András megyés püspök 2010. augusztus 1-jével általános helynökké nevezte ki. Általános helynöki feladatköre Veres András püspök Győrbe történt áthelyezésével az Egyházi Törvénykönyv előírásai szerint 2016. május 17-én megszűnt.
2023-ban Veres András győri megyéspüspök kinevezte a győri Brenner János Papnevelő Intézet spirituálisának.

## Címei
XVI. Benedek pápa érdemei elismeréseként 2011-ben pápai káplán címmel tüntette ki, Veres András megyés püspök 2015-ben jáki címzetes apáti címet adományozott neki.

## Egyházmegyei kormányzóvá történő kinevezése
Az Egyházi Törvénykönyv 421. kánonának 1. §-a szerint a tanácsosok testületének, a püspöki szék megüresedését követő nyolc napon meg kell választania az egyházmegyei kormányzót, aki az egyházmegyét ideiglenesen vezeti, amennyiben a megüresedéskor a szék betöltéséről az illetékes hatóság nem gondoskodott. Veres András püspök jogilag 2016. július 16-án foglalta el a Győri egyházmegye püspöki székét, s ekkor jogilag nyilvánvalóvá vált, hogy az egyházmegye vezető nélkül maradt. A Tanácsosok testülete 2016. július 18-án megválasztotta Császár Istvánt egyházmegyei kormányzóvá. Az egyházmegyei kormányzó jogai és kötelességei megegyeznek a megyés püspökével - kivéve azokat a jogokat és kötelezettségeket, melyeket természeténél fogva nem gyakorolhat (pl. mivel nem felszentelt püspök, ezért papot nem szentelhet).
2017. június 18-án, Székely János megyéspüspöki kinevezésével megbízatása megszűnt.